# 庞巴迪Innovia APM
Innovia APM 是一个由庞巴迪交通制造的胶轮自动旅客捷运系统（APM） 。APM技术最初是由西屋电气发展，然后由Adtranz拥有，最近则由庞巴迪在2001年取得。 自1971年首次亮相以来，已有三代产品，分别为Innovia APM100（原名为C-100和CX-100），Innovia APM200（原先只被称为Innovia旅客捷运系统）以及最新的Innovia APM300。

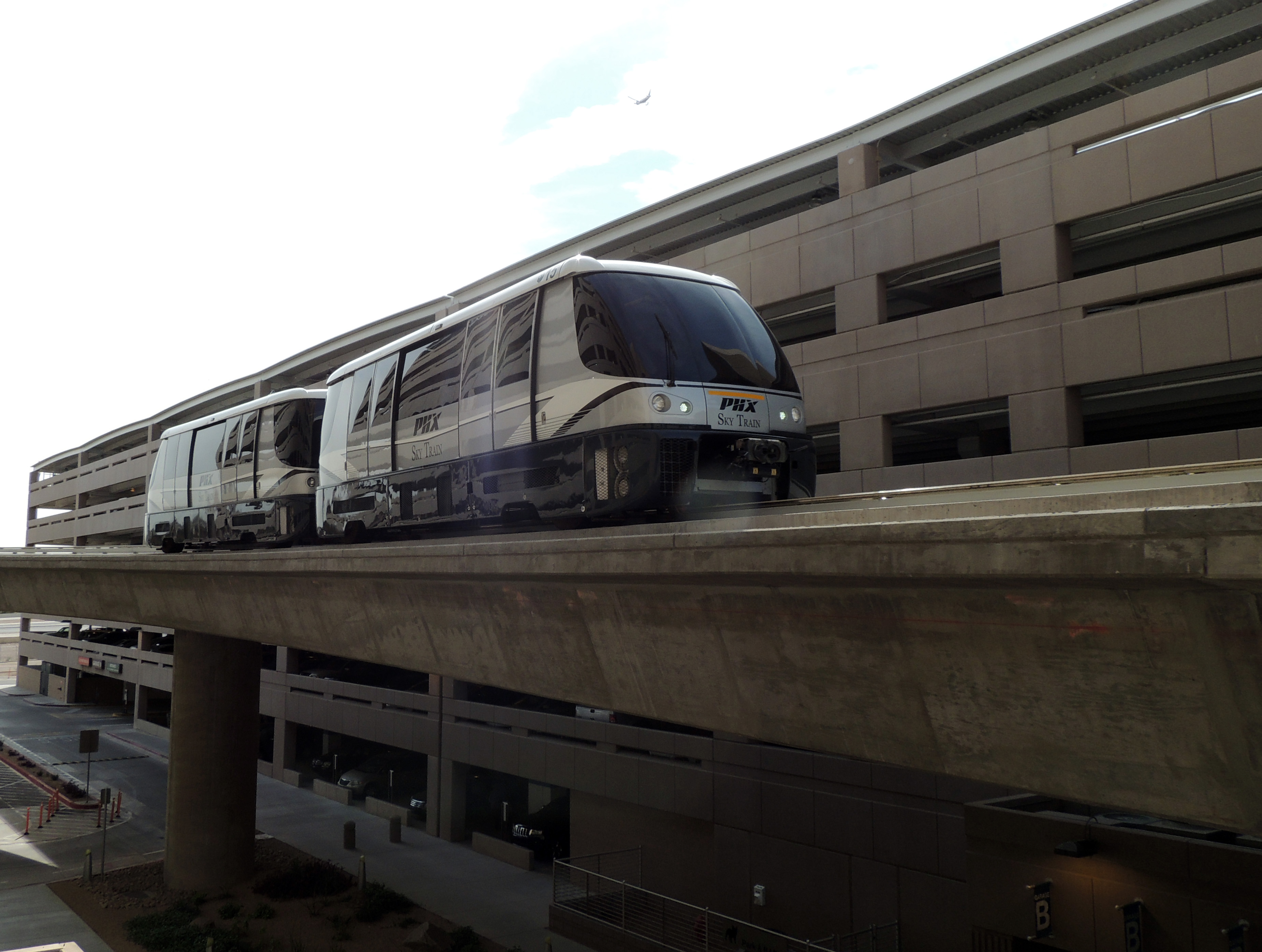
Innovia APM在凤凰城空港国际机场。

## 历史

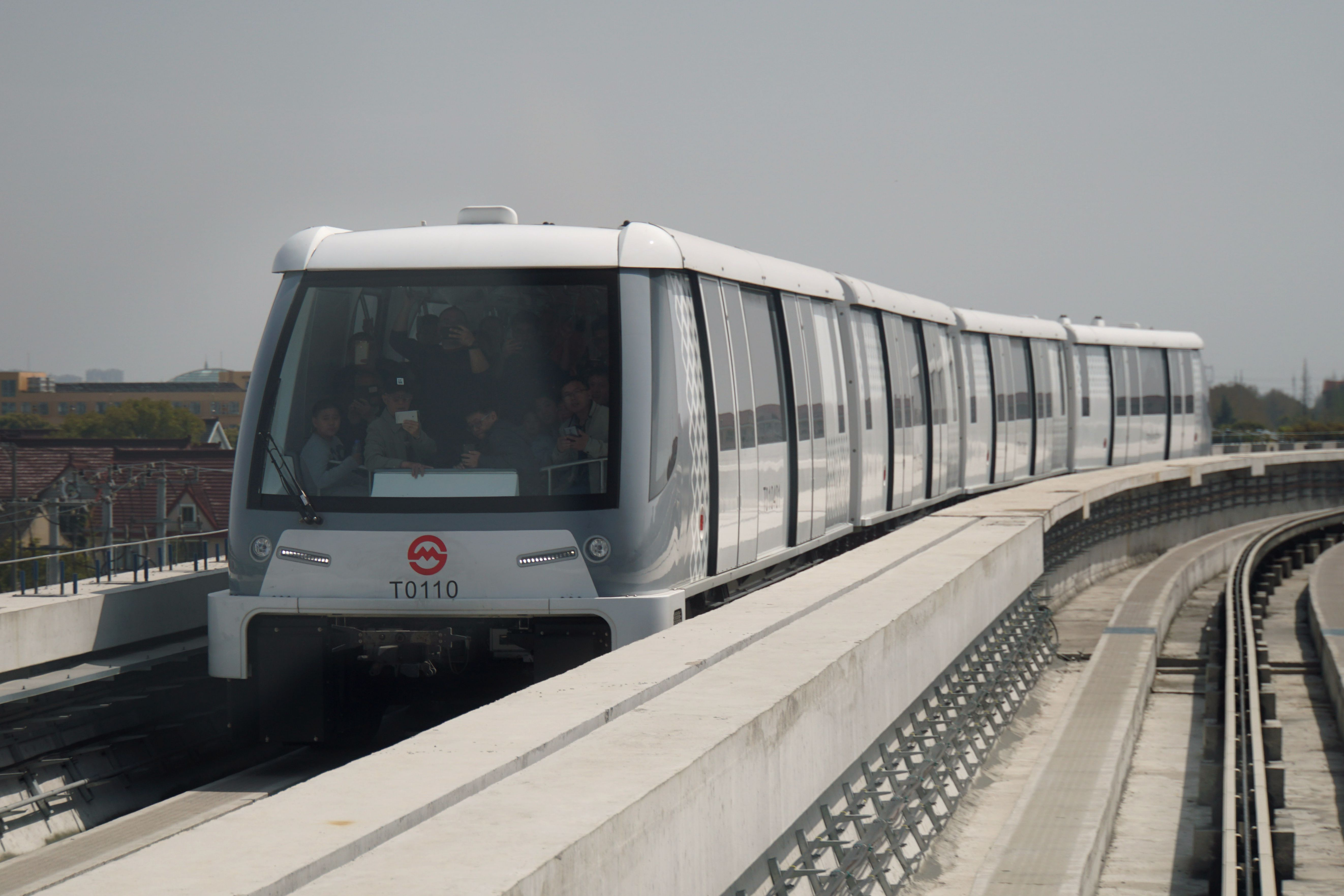
用于上海轨道交通浦江线的Innovia APM 300型列车。

初代产品的研发始于1960年代，当时西屋电气（1988年由AEG买入，后来在1996年又被Adtranz购买）。第一使用的项目是1963年位于宾夕法尼亚州匹兹堡南方公园的APM示范项目。该技术后来被称为 Skybus ，因为它的车辆使用橡胶，类似于一辆巴士在一条指定的高架道路上运行。从一开始，它就被设计为是一个自动化的快速运输系统。工程师认为它的每小时单向运输能力可以达到5,000至14000人，同时可以提供全天候间隔两分钟的服务。第一次尝试把Skybus技术推向市场是有争议的，伴随着政治领袖对胶轮公交系统的前景持相反的看法。最终计划在宾夕法尼亚州实施Skybus系统的计划被拒绝了。 尽管如此，技术上的工作仍在继续。

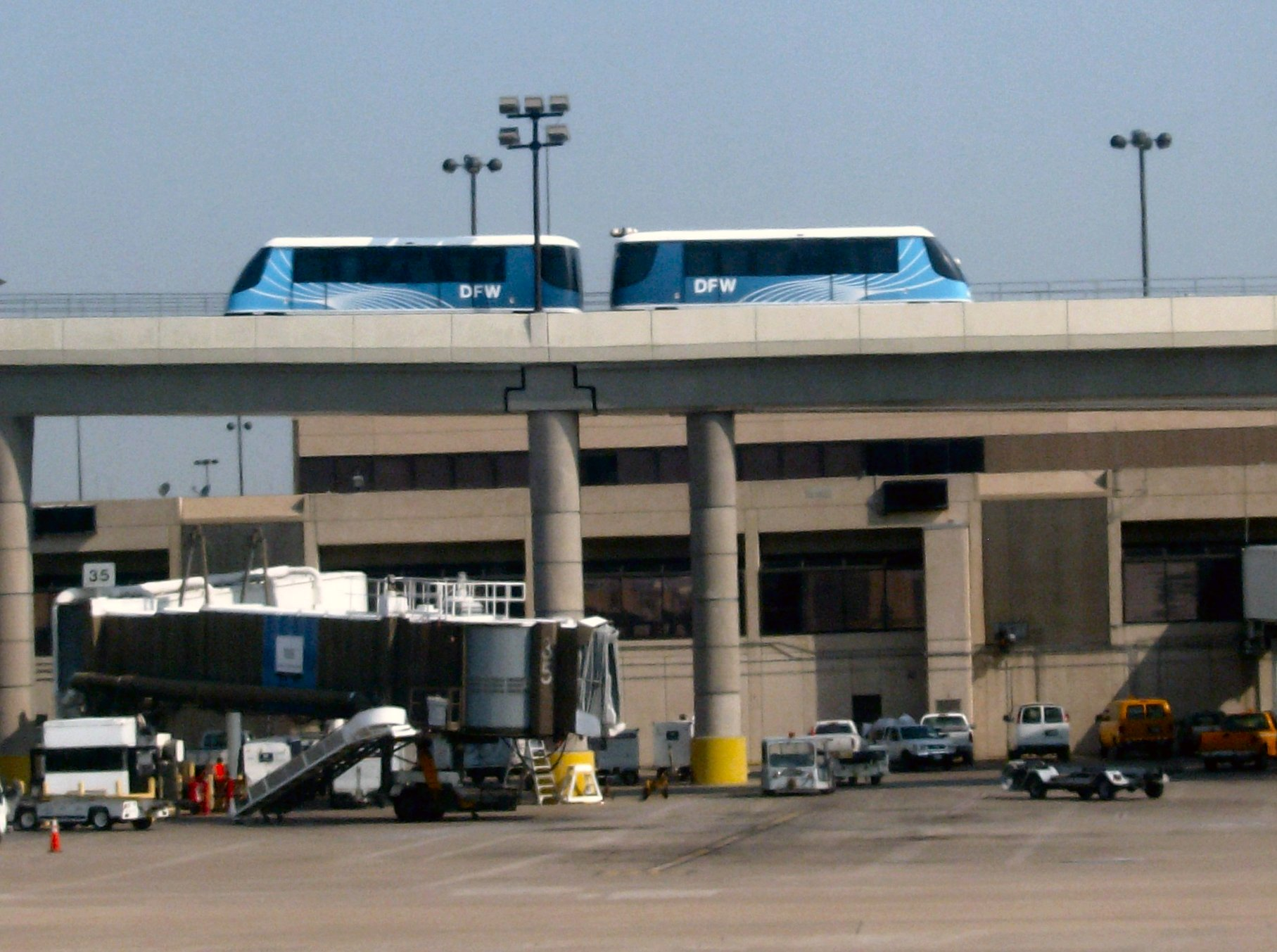
DFW Skylink在达拉斯沃斯堡国际机场

1971年，第一个机场旅客捷运系统在坦帕国际机场启用，这也在运输史上开启了一个新的篇章。在Adtranz合并西屋后，该技术被作为Adtranz C-100自动旅客捷运系统销售。C-100系统（和更新的CX-100系统）在1980年代和1990年代取得了一定的成功，共用有14个新的系统交付。由于相互竞争的三菱Crystal捷运技术受到欢迎的增加，Adtranz开始开发一个新的、更多符合空气动力学的型号，这也被称为Innovia，并且在1999年开始测试。除了更时尚的外观，新Innovia捷运系统也提供更快的速度，更小的转弯半径和全集成的建设。第一个Innovia系统于2005年在达拉斯沃思堡国际机场启用。 尽管已经发展了Innovia这个更新的型号，庞巴迪继续以nnovia APM100为名出售CX-100技术 ，最后一个Innovia APM100系统在2010年交付。不过在第三代型号开发后，同时配合品牌重塑战略把庞巴迪整个自动旅客捷运系统产品组合命名为INNOVIA，最早的两个型号便不再提供给新客户，尽管现有的客户仍可以根据需求订购新的车辆。第三代也就是最新的型号被称为Innovia APM300系统。它看起来非常类似于原始的Innovia捷运系统（现在被称为Innovia APM200），但是它更长、更具高效节能以及可以能使用6节车厢列车的配置。
在2014年11月，庞巴迪签署了一个合资企业的协议，与中车浦镇车辆厂在中国的开发和制造Innovia APM车辆以及Innovia单轨铁路车辆，用于中国市场。

## 生产
大部分的Innovia APM车辆都在位于大匹兹堡地区的West Mifflin的工厂组装，这个由多个建筑组成的设施专门从事自动旅客捷运系统的技术并且拥有3条测试轨道。

## 运用
在机场使用的Innovia APM100系统:

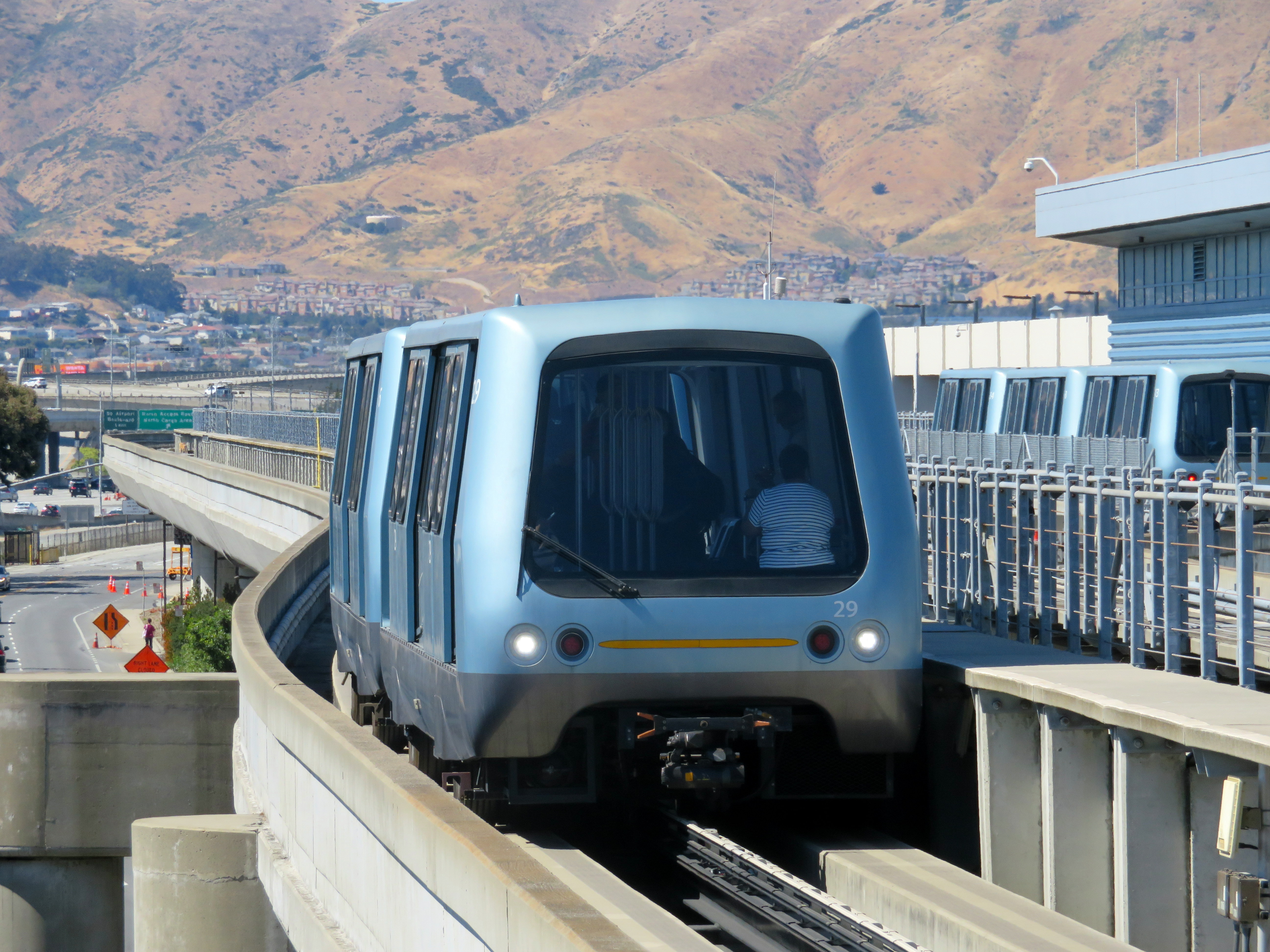
美国旧金山国际机场旅客捷运系统列车

- AeroTrain，吉隆坡国际机场，马来西亚[13]
- AirTrain，旧金山国际机场，美国[14]
- 自动轨道转输系统，丹佛国际机场，美国[15]
- 北京首都国际机场T3航站楼[16]，中华人民共和国
- 马德里巴拉哈斯国际机场，西班牙
- 麦卡伦国际机场捷运系统 （共有3条线路），麦卡伦国际机场、拉斯维加斯，美国
- 奥兰多国际机场，美国（仅70-129登机口。）
- 匹兹堡国际机场捷运系统，匹兹堡国际机场，美国
- 卫星楼运输系统(Satellite Transit System)，西雅图塔科马国际机场，美国
- Sky Bridge，罗马菲乌米奇诺机场，意大利
- Skyline，法兰克福机场，德国
- SMF自动捷运系统(SMF Automated People Mover)，萨克拉门托国际机场，美国
- 坦帕国际机场，美国
- TerminaLink，乔治·布什洲际机场，休斯顿，美国
- The Plane Train，亚特兰大哈茨菲尔德-杰克逊国际机场，美国
- Tracked Shuttle System，伦敦盖特威克机场，英国
- Tracked Transit System，伦敦斯坦斯特德机场，英国

一个在新加坡樟宜机场安装的Innovia APM100系统在2006年被三菱Crystal替换。
城市的Innovia APM100系统：
- 都会旅客捷运系统，迈阿密，美国[17]
- 武吉班讓輕軌，新加坡[18]

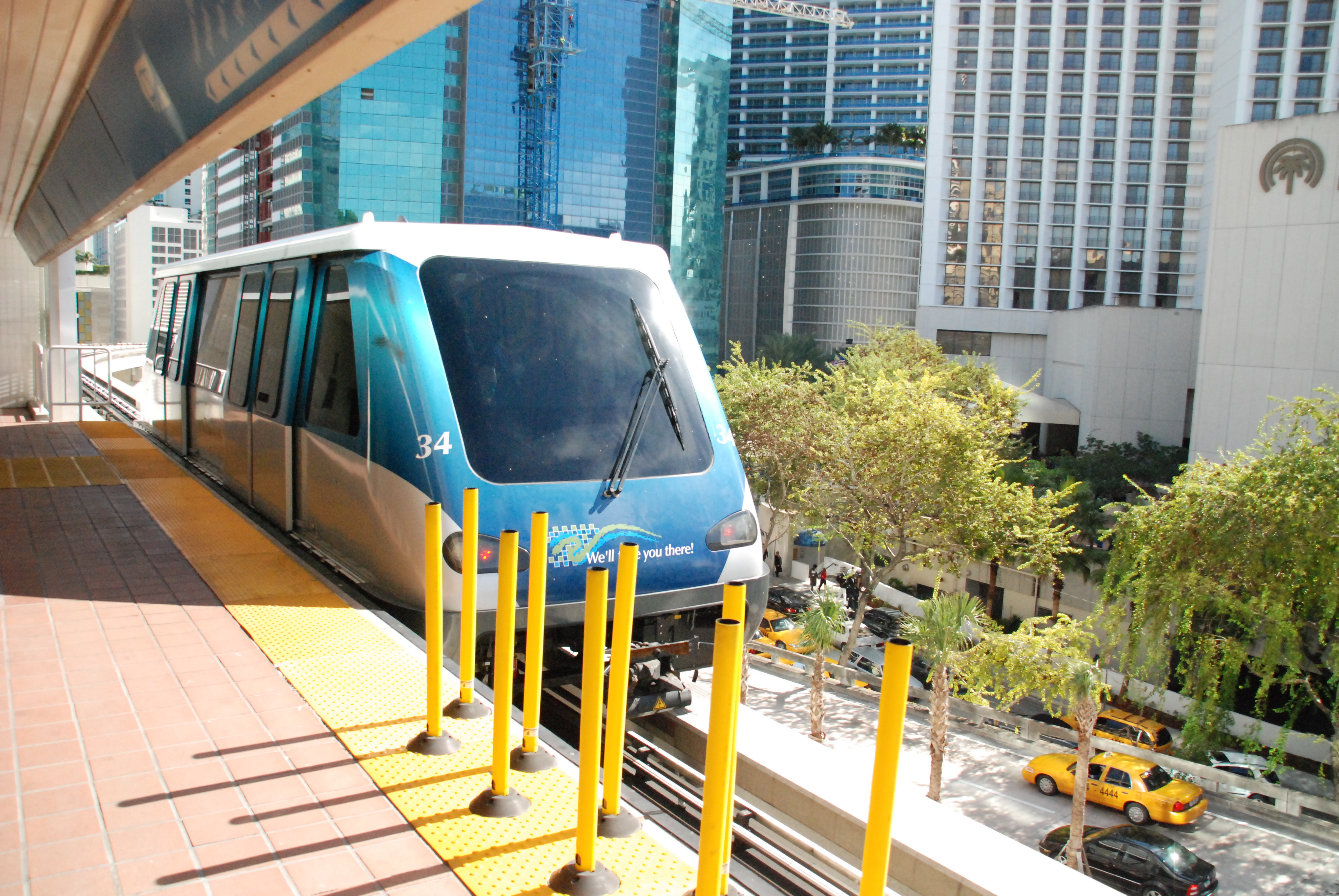
美国迈阿密都会旅客捷运系统列车

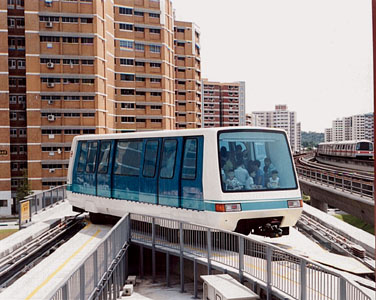
新加坡武吉班让轻轨列车

- 广州珠江新城旅客自动运输系统，中华人民共和国

在机场使用的Innovia APM200系统：
- Skylink，达拉斯沃思堡国际机场，美国[19]
- 希斯罗机场T5航站楼，英国[20]
- PHX Sky Train，凤凰城空港国际机场，美国[21]

城市的Innovia APM256系统：
- 台北捷运文湖线[22]，中华民国

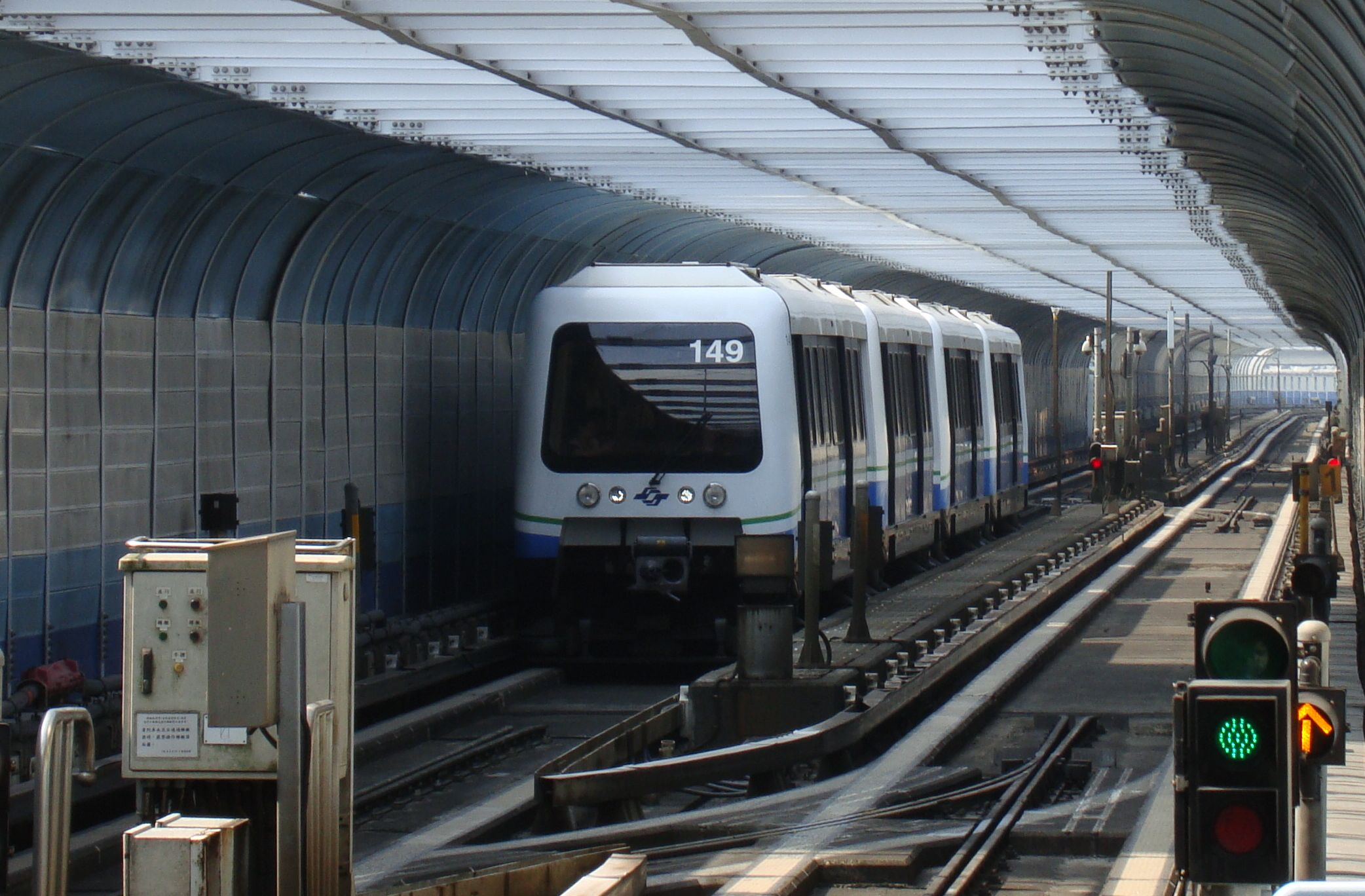
台湾台北捷运文湖线列车

在機場使用的Innovia APM256系统：
- 歐海爾國際機場旅客自動輸運系統（英语：Airport Transit System）

在机场使用的Innovia APM300系统：
- 迪拜国际机场T1航站楼1D大堂，阿拉伯联合酋长国[23] （T3航站楼使用三菱Crystal）
- 阿卜杜勒-阿齐兹国王国际机场，吉达，沙特阿拉伯[24]
- 慕尼黑机场，德国[25]
- 香港國際機場旅客捷運系統，香港
- 成都天府国际机场中的成都天府机场旅客捷运系统，中华人民共和国[26]
- 深圳宝安国际机场T3航站楼中的深圳机场旅客捷运系统，中华人民共和国[27]

城市Innovia APM300系统：
- 曼谷大众运输金线，泰国
- 上海地铁浦江线，中华人民共和国